# Lancer du marteau aux championnats d'Europe d'athlétisme
Pour un article plus général, voir Championnats d'Europe d'athlétisme.
Le lancer du marteau masculin fait partie des épreuves inscrites au programme des premiers championnats d'Europe d'athlétisme, en 1934, à Turin. L'épreuve féminine ne fait son apparition qu'en 1998, à Budapest.
Avec trois médailles d'or remportées consécutivement de 1978 à 1986, l'ex-Soviétique Youri Sedykh est l'athlète le plus titré dans cette épreuve. Il détient par ailleurs le record des championnats avec 86,74 m, établis en 1986. Chez les femmes, la Polonaise Anita Włodarczyk compte quatre victoires consécutives dans cette épreuve (2012, 2014, 2016 et 2018), et détient depuis 2018 le record des championnats avec 78,94 m.

## Palmarès

### Hommes
| Édition | Or                               | Argent                      | Bronze                           |
| ------- | -------------------------------- | --------------------------- | -------------------------------- |
| 1934    | Ville Pörhölä 50,34 m            | Fernando Vandelli 48,69 m   | Gunnar Jansson 47,85 m           |
| 1938    | Karl Hein 58,77 m (CR)           | Erwin Blask 57,34 m         | Oscar Malmbrandt 51,23 m         |
| 1946    | Bo Ericson 56,44 m               | Eric Johansson 53,54 m      | Duncan Clark 51,32 m             |
| 1950    | Sverre Strandli 55,71 m          | Teseo Taddia 54,73 m        | Jiří Dadák 53,64 m               |
| 1954    | Mikhail Krivonosov 63,34 m (WR)  | Sverre Strandli 61,07 m     | József Csermák 59,72 m           |
| 1958    | Tadeusz Rut 64,78 m              | Mikhail Krivonosov 63,78 m  | Gyula Zsivótzky 63,68 m          |
| 1962    | Gyula Zsivótzky 69,64 m (AR)     | Aleksey Baltovskiy 66,93 m  | Yuriy Bakarinov 66,57 m          |
| 1966    | Romuald Klim 70,02 m (CR)        | Gyula Zsivótzky 68,62 m     | Uwe Beyer 67,28 m                |
| 1969    | Anatoliy Bondarchuk 74,68 m (WR) | Romuald Klim 72,74 m        | Reinhard Theimer 72,02 m         |
| 1971    | Uwe Beyer 72,36 m                | Reinhard Theimer 71,80 m    | Anatoliy Bondarchuk 71,40 m      |
| 1974    | Aleksey Spiridonov 74,20 m       | Jochen Sachse 74,00 m       | Reinhard Theimer 71,62 m         |
| 1978    | Youri Sedykh 77,28 m (CR)        | Roland Steuk 77,24 m        | Karl-Hans Riehm 77,02 m          |
| 1982    | Youri Sedykh 81,66 m (CR)        | Igor Nikulin 79,44 m        | Sergey Litvinov 78,66 m          |
| 1986    | Youri Sedykh 86,74 m (WR)        | Sergey Litvinov 85,74 m     | Igor Nikulin 82,20 m             |
| 1990    | Igor Astapkovich 84,14 m         | Tibor Gecsek 80,14 m        | Igor Nikulin 80,02 m             |
| 1994    | Vasiliy Sidorenko 81,10 m        | Igor Astapkovich 80,40 m    | Heinz Weis 78,48 m               |
| 1998    | Tibor Gecsek 82,87 m             | Balázs Kiss 81,26 m         | Karsten Kobs 80,13 m             |
| 2002    | Adrián Annus 81,17 m             | Vladyslav Piskunov 80,39 m  | Alexandros Papadimitriou 80,21 m |
| 2006    | Olli-Pekka Karjalainen 80,84 m   | Vadzim Dzevyatouski 80,76 m | Markus Esser 79,19 m             |
| 2010    | Libor Charfreitag 80,02 m        | Nicola Vizzoni 79,12 m      | Krisztián Pars 79,06 m           |
| 2012    | Krisztián Pars 79,72 m           | Aleksey Zagornyi 77,40 m    | Szymon Ziółkowski 76,67 m        |
| 2014    | Krisztián Pars 82,69 m           | Paweł Fajdek 82,05 m        | Sergej Litvinov 79,35 m          |
| 2016    | Paweł Fajdek 80,93 m             | Ivan Tsikhan 78,84 m        | Wojciech Nowicki 77,53 m         |
| 2018    | Wojciech Nowicki 80,12 m         | Paweł Fajdek 78,65 m        | Bence Halász 77,36 m             |
| 2022    | Wojciech Nowicki 82,00 m         | Bence Halász 80,92 m        | Eivind Henriksen 79,45 m         |
| 2024    | Wojciech Nowicki 80,95 m         | Bence Halász 80,49 m        | Mykhaylo Kokhan 80,18 m          |

### Femmes
| Édition | Or                            | Argent                      | Bronze                     |
| ------- | ----------------------------- | --------------------------- | -------------------------- |
| 1998    | Mihaela Melinte 71,17 m       | Olga Kuzenkova 69,28 m      | Kirsten Münchow 65,61 m    |
| 2002    | Olga Kuzenkova 72,94 m        | Kamila Skolimowska 72,46 m  | Manuela Montebrun 72,04 m  |
| 2006    | Tatyana Lysenko 76,67 m (CR)  | Gulfiya Khanafeyeva 74,50 m | Kamila Skolimowska 72,58 m |
| 2010    | Betty Heidler 76,38 m         | Tatyana Lysenko 75,65 m     | Anita Włodarczyk 73,56 m   |
| 2012    | Anita Włodarczyk 74,29 m      | Martina Hrasnová 73,34 m    | Anna Bulgakova 71,47 m     |
| 2014    | Anita Włodarczyk 78,76 m (CR) | Martina Hrasnová 74,66 m    | Joanna Fiodorow 73,67 m    |
| 2016    | Anita Włodarczyk 78,14 m      | Betty Heidler 75,77 m       | Hanna Skydan 73,83 m       |
| 2018    | Anita Włodarczyk 78,94 m (CR) | Alexandra Tavernier 74,78 m | Joanna Fiodorow 74,00 m    |
| 2022    | Bianca Perie-Ghelber 72,72 m  | Ewa Różańska 72,12 m        | Sara Fantini 71,58 m       |
| 2024    | Sara Fantini 74,18 m          | Anita Włodarczyk 72,92 m    | Rose Loga 72,68 m          |

## Records des championnats

### Hommes
| Performance | Athlète             | Lieu      | Date              | Record |
| ----------- | ------------------- | --------- | ----------------- | ------ |
| 59,33 m     | Jozsef Csermak      | Berne     | 28 août 1954      |        |
| 61,07 m     | Sverre Strandli     | Berne     | 29 août 1954      |        |
| 63,34 m     | Mikhail Krivonosov  | Berne     | 29 août 1954      |        |
| 63,37 m     | Olgierd Cieply      | Stockholm | 21 août 1958      |        |
| 63,86 m     | Tadeusz Rut         | Stockholm | 21 août 1958      |        |
| 64,78 m     | Tadeusz Rut         | Stockholm | 21 août 1958      |        |
| 66,17 m     | Gyula Zsivótzky     | Belgrade  | 15 septembre 1962 |        |
| 69,64 m     | Gyula Zsivótzky     | Belgrade  | 15 septembre 1962 |        |
| 70,02 m     | Romuald Klim        | Budapest  | 4 septembre 1966  |        |
| 71,06 m     | Reinhard Theimer    | Athènes   | 19 septembre 1969 |        |
| 71,52 m     | Romuald Klim        | Athènes   | 20 septembre 1969 |        |
| 72,40 m     | Romuald Klim        | Athènes   | 20 septembre 1969 |        |
| 73,58 m     | Anatoliy Bondarchuk | Athènes   | 20 septembre 1969 |        |
| 74,68 m     | Anatoliy Bondarchuk | Athènes   | 20 septembre 1969 |        |
| 75,30 m     | Roland Steuk        | Prague    | 2 septembre 1978  |        |
| 77,28 m     | Youri Sedykh        | Prague    | 2 septembre 1978  |        |
| 77,58 m     | Youri Sedykh        | Athènes   | 9 septembre 1982  |        |
| 77,58 m     | Sergey Litvinov     | Athènes   | 9 septembre 1982  |        |
| 81,66 m     | Youri Sedykh        | Athènes   | 10 septembre 1982 |        |
| 82,90 m     | Youri Sedykh        | Stuttgart | 29 août 1986      |        |
| 83,94 m     | Youri Sedykh        | Stuttgart | 30 août 1986      |        |
| 85,74 m     | Sergey Litvinov     | Stuttgart | 30 août 1986      |        |
| 86,74 m     | Youri Sedykh        | Stuttgart | 30 août 1986      | RM     |

### Femmes
| Performance | Athlète          | Lieu     | Date         | Record |
| ----------- | ---------------- | -------- | ------------ | ------ |
| 71,17 m     | Mihaela Melinte  | Budapest | 22 août 1998 |        |
| 72,94 m     | Olga Kuzenkova   | Munich   | 9 août 2002  |        |
| 73,23 m     | Tatyana Lysenko  | Göteborg | 7 août 2006  |        |
| 74,85 m     | Tatyana Lysenko  | Göteborg | 8 août 2006  |        |
| 76,67 m     | Tatyana Lysenko  | Göteborg | 8 août 2006  |        |
| 78,76 m     | Anita Wlodarczyk | Zurich   | 15 août 2014 |        |
| 78,94 m     | Anita Wlodarczyk | Berlin   | 12 août 2018 |        |